# (2559) Svoboda
(2559) Svoboda (1981 UH) – planetoida z pasa głównego asteroid okrążająca Słońce w ciągu 4,66 lat w średniej odległości 2,79 j.a. Odkryta 23 października 1981 roku.